# Nhà thờ San Pedro Apóstol (Vitoria)
Nhà thờ San Pedro Apóstol (Tiếng Tây Ban Nha: Iglesia de San Pedro Apóstol) là một nhà thờ Trung cổ nằm ở Vitoria, Tây Ban Nha, Tây Ban Nha.
Nhà thờ được công nhận là Di tích quốc gia Tây Ban Nha năm 1931 và hiện tại liệt kê là Bien de Interés Cultural.